# 奧斯陸市政廳
奧斯陸市政廳（挪威語：Oslo rådhus）是挪威首都奧斯陸的市議會、市政府的辦公地點，並且也是藝術工作室和畫廊。奧斯陸市政廳於1931年開始施工，但因二戰爆發而暫停施工。奧斯陸市政廳是諾貝爾和平獎的頒獎儀式舉辦地，是奧斯陸最著名建築之一。在2005年，奧斯陸市政廳被選為奧斯陸的世紀建築。